# Carl Ros
Carl Axel Ros ( i riksdagen kallad Ros i Årås), född 7 november 1866 i Rämmens församling, Värmlands län, död 15 december 1930 i Södra Råda församling, Värmlands län, var en svensk godsägare, politiker, och riksdagsledamot (högerpolitiker).
Carl Ros var godsägare i Årås och kommunalpolitiker. Han var ledamot av andra kammaren från 1921, under sin första mandatperiod invald i Värmlands läns östra valkrets, därefter invald i Värmlands läns valkrets.
År 1918 efterträdde han Axel Dahlman som förbundsordförande för Nationalförbundet för Värmland, dagens Moderata Samlingspartiet i Värmland. Under hans ordförandeskap bytte förbundet namn till Allmänna Valmansförbundet för Värmland år 1929. 1931 avgick han och efterträddes av riksdagskollegan och lantbrukaren Nils Persson.